# Friedrich Rainer
Friedrich Rainer, född 28 juli 1903 i Sankt Veit an der Glan, död 19 juli 1947 i Belgrad, var en österrikisk nazistisk politiker och SS-Obergruppenführer. Han var Gauleiter i Salzburg 1940–1941 och i Kärnten 1941–1945. Som Gauleiter i Reichsgau Kärnten var han tillika kommissionär för Operationszone Adriatisches Küstenland, som inbegrep områden i dagens Italien, Slovenien och Kroatien. Efter andra världskriget ställdes Rainer inför en militärdomstol i Ljubljana och dömdes till döden för krigsförbrytelser.

## Rainers död
Dokument publicerade av Österreichischer Rundfunk 2010 gör gällande att Rainer avrättades i november 1950. Han skall under tiden från dödsdomens avkunnande till avrättningen ha arbetat för UDBA, Jugoslaviens säkerhetspolis.